# Władysław Ślesicki

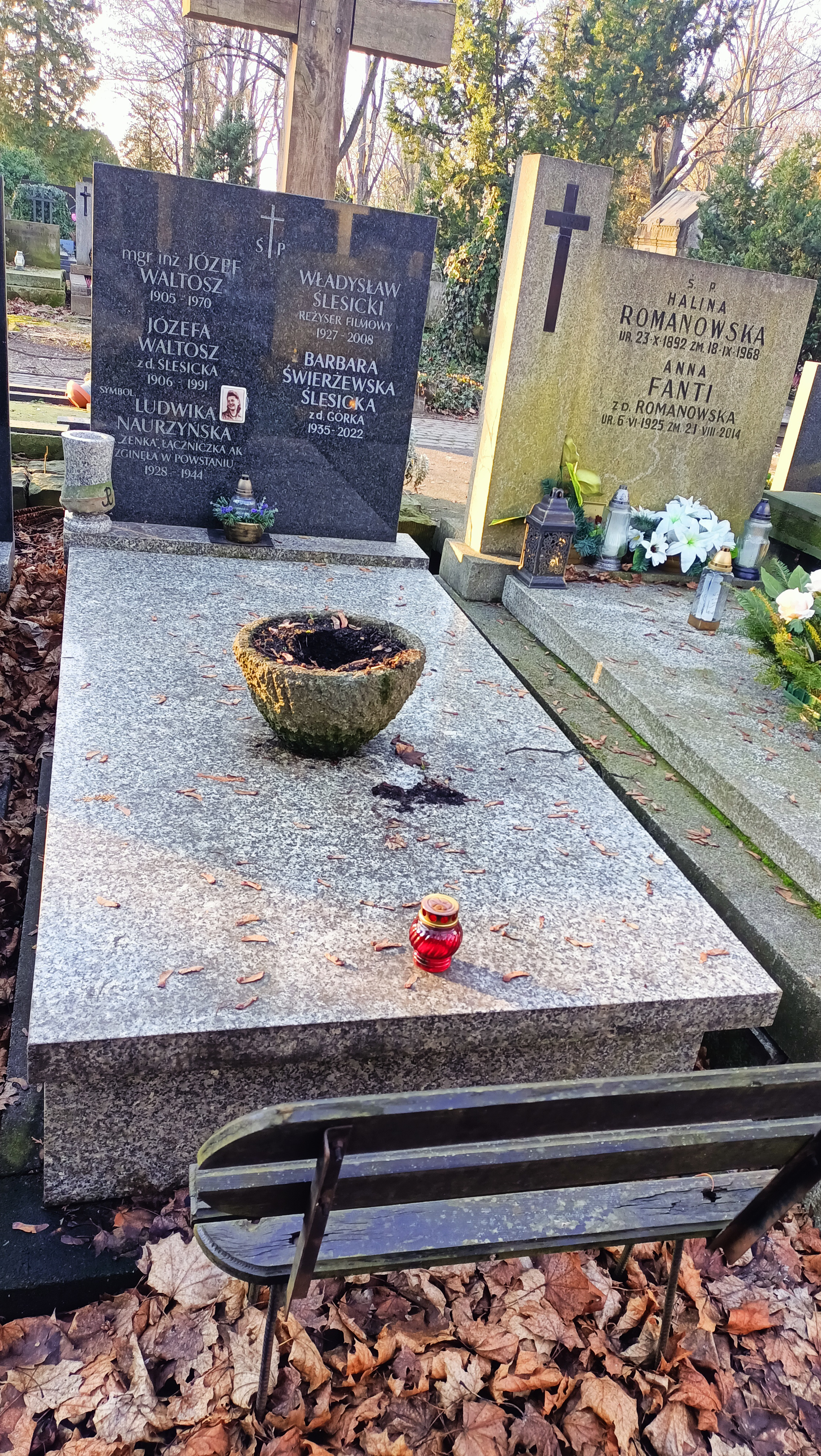
Grób Władysława Ślesickiego na Cmentarzu Powązkowskim

Władysław Stanisław Ślesicki (ur. 5 stycznia 1927 w Warszawie, zm. 9 grudnia 2008 tamże) – polski reżyser filmowy. Ojciec producenta Adama Ślesickiego. Stryj reżysera Macieja Ślesickiego. Był jednym z czołowych twórców polskiego dokumentu lat 50. i 60.
Studiował historię sztuki na UW. Początkowo pracował w Wytwórni Filmów Dokumentalnych realizując filmy dokumentalne, z których wiele wyróżniono nagrodami w kraju i za granicą. W 1955 roku ukończył studia na Wydziale Reżyserii PWSF w Łodzi, a dyplom otrzymał w 1959 roku.
Do najważniejszych filmów dokumentalnych Ślesickiego należą: „Ludzie z pustego obszaru” (1957, wspólnie z Kazimierzem Karabaszem), „Wśród ludzi” (1960), „Płyną tratwy” (1962), „Zanim opadną liście” (1964), czy „Rodzina człowiecza” (1966) nagrodzona m.in. Grand Prix na Festiwalu Filmowym w Wenecji. W 1968 r. zadebiutował jako reżyser filmu fabularnego – były to „Ruchome piaski”.
Jego filmem, który zdobył największą popularność był fabularny obraz „W pustyni i w puszczy” z 1973 r. W Polsce obejrzało go ponad 30 mln widzów (drugie miejsce w box office w historii polskiego kina). Zrealizował też filmy fabularne: „Droga daleka przed nami”, opowiadający wojenną historię młodych Powstańców po upadku Powstania Warszawskiego i „Śpiewy po rosie”, a także serial telewizyjny „Lato leśnych ludzi”. Filmy Władysława Ślesickiego były nagradzane na międzynarodowych festiwalach, m.in. w Wenecji (Grand Prix i Złoty Lew św. Marka), Lipsku, Cordobie (Grand Prix), Buenos Aires, Bergamo (Nagroda Główna), Guadalajarze, Oberhausen, Krakowie („Złoty Smok”, „Srebrny Lajkonik”).
W 1969 roku reżyser otrzymał nagrodę indywidualną II stopnia Ministra Kultury i Sztuki, a w roku 1976 odznaczono go Krzyżem Kawalerskim Orderu Odrodzenia Polski. W 2007 roku otrzymał Nagrodę Stowarzyszenia Filmowców Polskich za wybitny wkład w rozwój polskiej kinematografii, a w 2008 pośmiertnie został odznaczony Krzyżem Oficerskim Orderu Odrodzenia Polski za „wybitne zasługi dla niepodległości Rzeczypospolitej Polskiej i za osiągnięcia w pracy twórczej na rzecz rozwoju polskiej kinematografii”.
W czasie II wojny światowej Władysław Ślesicki był żołnierzem Szarych Szeregów i uczestnikiem Powstania Warszawskiego, służył jako listonosz Powstańczej Poczty Harcerskiej.
Reżyser zmarł w 2008 roku, w Warszawie, po ciężkiej chorobie.
Jest patronem założonej w 2014 roku Fundacji Filmowej im. Władysława Ślesickiego.

## Filmografia
- "Kawaler" Kubiak (1953, etiuda szkolna)
- Jedzie tabor (1955, etiuda szkolna)
- Gdzie diabeł mówi dobranoc (1956, współreżyser: Kazimierz Karabasz)
- Ludzie z pustego obszaru (1957, współreżyser: Kazimierz Karabasz)
- W gromadzie Ducha Puszczy (1957, współreżyser: Włodzimierz Pomianowski)
- Spacer w Bieszczadach (1958)
- Opowieść o drodze (1958)
- Dzień bez słońca (1959, współreżyser: Kazimierz Karabasz)
- Wśród ludzi (1960)
- Portret małego miasta (1961)
- Nasza pani  (1961, film zaginiony)
- Płyną tratwy (1962)
- Ludzie i ryby (1962)
- Zanim opadną liście (1964)
- Góra (1964)
- Dwudziesta pierwsza (1964)
- Lato nad Bałtykiem (1965)
- Chwila ciszy (1965)
- Rodzina człowiecza (1966)
- Dni, miesiące, lata (1966)
- Energia (1967)
- Ruchome piaski (1968)
- Chyłe pola (1970)
- W pustyni i w puszczy (1973, również serial telewizyjny o takim samym tytule)
- Droga daleka przed nami (1979)
- Śpiewy po rosie (1982)
- Lato leśnych ludzi (1984)